# 哈南宁恕二世
哈南宁恕二世（英語：Hananisho II，约715年—780年），于公元773年至780年之间任东方亚述教会牧首。他的名字意为“耶稣的怜悯”，有时被拼写为或。

## 史料
哈南宁恕二世在任牧首期间的简要行迹见载于在1280年前后活跃的雅各派教会史学家巴尔·希伯来所编纂的《教会编年史》（英語：Ecclesiastical Chronicle）以及聂斯托利派著者中十二世纪的马里·伊本·苏莱曼、十四世纪的阿姆鲁和十四世纪的斯利巴（Sliba）等人的教会史著作。

## 牧首事略
据巴尔·希伯来的记述，哈南宁恕二世在任牧首期间的事迹如下，不过其人对牧首富有权势的赞助人药剂师尔撒的兴趣更甚于牧首本人：
|  | 卡托利科斯雅各履职十九年后死去，由达库卡主教哈南宁恕二世继任。他在药剂师尔撒的举荐下于塞琉西亞祝圣，履职四年后死去。关于药剂师尔撒其人，有说是一日他坐在自己店中，一妇人带着装有尿液的瓶子从哈里发廷中到店。她以为他是医生，将瓶子示给他，询问是否可以诊断出尿液所有者所受的疾病。尔撒于内科医术既无知识亦无实践，其对尿液研究一番，纯凭猜测而低垂眼目说道：“这些液体不属病汉，而属一个腹中怀了男胎的女子，而这个男婴有朝一日将统治此国。”妇人乃是哈里发阿尔·马赫迪的妃子凯扎兰（Kaizaran）的女仆，她立即奔回女主人处告诉她刚刚听到的话。她的女主人答道：“跑回那个人那里，告诉他，若他的预言成真，我将让他来服侍我，向他倾泻财富。”由是尔撒将所有时间都花在教堂和修道院里，花在圣人和行奇迹者的陪伴下，并花在禁食和祈祷中，直到他的预言成真。之后他在哈里发廷里得到了极大的荣誉。 |

## 哈南宁恕与景教在华宣教事业
景教秦尼斯坦教区主教景净于公元781年（唐建中二年）二月在唐都长安竖立的的景教碑正文以叙利亚文和汉文两种文字提及哈南宁恕二世。其中叙利亚文意为“于众父之父卡托利科斯牧首摩哈南宁恕主事之时”，汉文则为“时法主僧宁恕知东方之景众也。”哈南宁恕于数月前去世的消息显然尚未传到长安的景教徒群体中。

## 参看
- 東方亞述教會牧首列表
- 大秦景教流行中国碑